# Live at the Captain’s Cabin
 Live at the Captain’s Cabin ist ein Jazzalbum von Charles Tolliver. Die 1973 live im Club Captain’s Cabin in Edmonton, Alberta, entstandenen Aufnahmen erschienen am 29. November 2024 als Doppel-LP auf dem kanadischen Label Real to Reel, als CD und Download bei Cellar Live.

## Hintergrund
Der Trompeter Charles Tolliver gründete in den frühen 1970er-Jahren mit dem Pianisten Stanley Cowell das Label Strata-East Records und leitete eine Gruppe namens Music Inc. Auf diesem Livemitschnitt, der 1973 in einem Club in Edmonton, Alberta, aufgenommen wurde, besteht diese mit dem Trompeter aus John Hicks am Piano, Clint Houston am Bass und Cliff Barbaro am Schlagzeug. Auf die beiden CDs sind sieben Titel verteilt, wobei die Musik eine Mischung aus bereits aufgenommener und damals neuer Kompositionen bildet, die alle von Tolliver stammen, mit Ausnahme von „Black Vibrations“ des Bassisten Clint Houston und dem Neal-Hefti-Klassiker Repetition.

## Titelliste
- Charles Tolliver: Live at the Captain’s Cabin (Reel to Real RTRLP014)[1]

CD 1
1. Black Vibrations (Clint Houston) 12:27
2. Earl’s World 11:08
3. Impact 6:38
4. Compassion 12:47

CD 2
1. Truth 9:17
2. Repetition (Neal Hefti) 13:09
3. Stretch 16:38

Wenn nicht anders vermerkt, stammen die Kompositionen von Charles Tolliver.

## Rezeption
Der Mitschnitt von 1973 sei der absolute Hammer, schrieb Phil Freeman (Ugly Beauty/Stereogum). Schon in das Eröffnungsstück „Black Vibrations“ würden sich die Musiker hineinstürzen; Hicks beginne mit einem einzigen großen Akkord, woraufhin Tolliver ein hochfliegendes Solo spiele, das einen daran erinnere, was für ein Kraftpaket er sei.
Nach Ansicht von Pierre Giroux, der das Album in All About Jazz rezensierte, könne die in dieser Session zu hörende Synergie und Spontaneität nur von einer Gruppe ausgehen, die an die Strapazen der Straße gewöhnt sei. Ohne vorherige Aufnahmeabsicht würden Tolliver und sein Quartett eine Tour de Force präsentieren, die die Schnittstelle zwischen Bebop, Modal Jazz und Avantgarde-Stilen einfange.
harles Tolliver würde zu den Musikern gehören, die einer ständigen Feier würdig zu sein scheinen, insbesondere in einer Zeit, in der der Jazz der frühen 1970er-Jahre mit solch „komplettistischem Eifer“ wieder auftauche und neu bewertet werde, meinte Hank Shteamer in Dark Forces Swing. Seine Music Inc., ein Quartett mit wechselndem Personal, habe ungefähr so gut geklungen, wie man sie nun auf diesem neu herausgegebenen Live-Mitschnitt von 1973 erleben könne, in der erstklassigen Besetzung mit John Hicks, Clint Houston und Cliff Barbaro. Die Art und Weise, wie Tolliver auf dem Höhepunkt der Fusion-Ära seinen schnörkellosen akustischen Postbop verdoppele, habe etwas besonders Knallhartes, und dieses energiegeladene Album sei von dieser leidenschaftlichen Überzeugung durchdrungen.